# ウィグナー分布

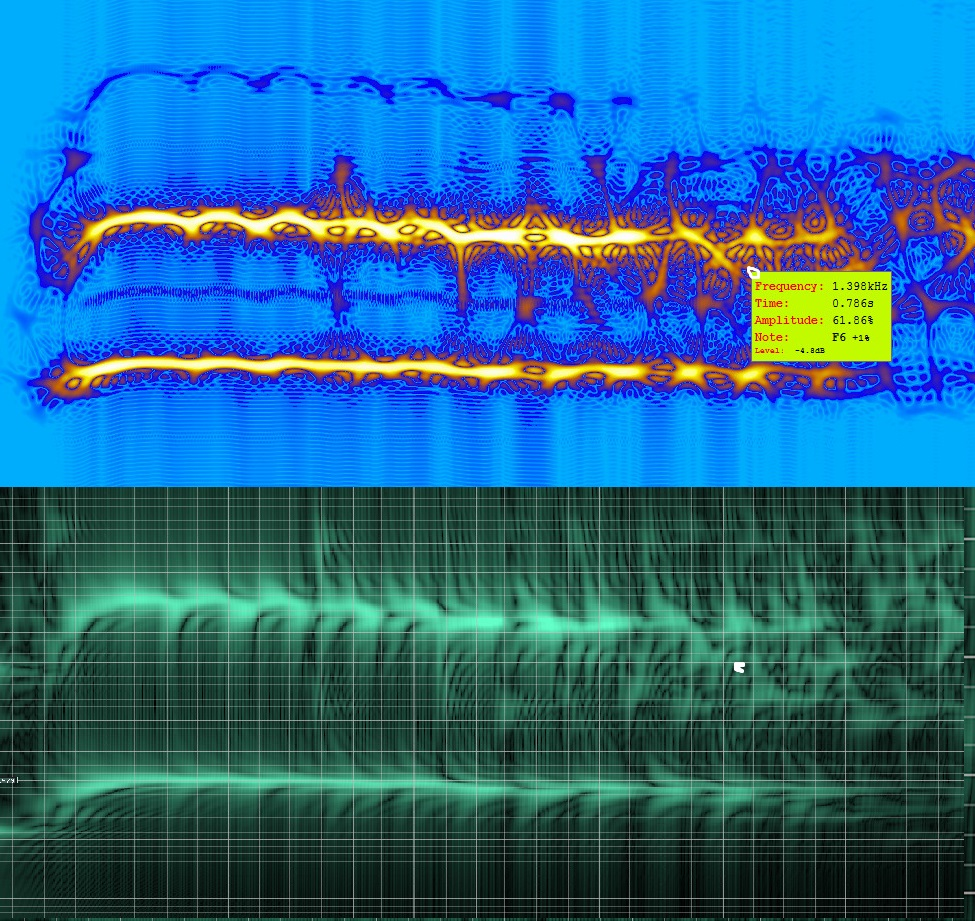
ウィグナー・ビレ(上)とFIRフィルタバンク(下)による時間・周波数分布解析。ウィグナー・ビレスペクトルは、緑色で示したBP2フィルタアレイよりY軸方向の周波数不確定性が低く、解像度は低いがより多くのアーティファクトを含み、かつ計算時間を要する。

ウィグナー分布 (英: Wigner distribution function、 WDF) は、信号処理の分野で時間周波数分析に用いられる変換である。
ウィグナー分布はもともと、1932年にユージン・ウィグナーにより古典統計力学への量子補正として提案され、位相空間上の量子力学において重要である（ウィグナー関数、またはウィグナー・ビレ分布も比較参照のこと）。
代数的に、位置-運動量の関係は時間-周波数の関係と同様に正準共役関係にあるので、この変換は信号処理の分野において時間-周波数解析に用いられる。ガボール変換などの短時間フーリエ変換に比べて、ウィグナー分布はより明瞭な結果を与える場合がある。

## 数学的定義
ウィグナー分布の定義にはいくつかの異なる流儀がある。ウィーナー＝ヒンチンの定理を参照されたい。以下に示す定義は時間周波数分析特有のものである。時系列信号  {\displaystyle x[t]} に対する自己相関関数は次のように定義される。
{\displaystyle C_{x}(t_{1},t_{2})=\left\langle \left(x[t_{1}]-\mu [t_{1}]\right)\left(x[t_{2}]-\mu [t_{2}]\right)^{*}\right\rangle ,}
ここで {\displaystyle \langle \,\rangle } は全ての可能なプロセスにわたっての平均を意味し、 {\displaystyle \mu (t)} は時間に依存する、もしくは依存しない平均値を意味する。ウィグナー分布 {\displaystyle W_{x}(t,f)} はまずこの自己相関関数{\displaystyle C_{x}}を、平均時間 {\displaystyle t=(t_{1}+t_{2})/2} と時間差 {\displaystyle \tau =t_{1}-t_{2}} の関数に直し、時間差{\displaystyle \tau }についてフーリエ変換を施すことによって得られる。
{\displaystyle W_{x}(t,f)=\int _{-\infty }^{\infty }C_{x}\left(t+{\frac {\tau }{2}},t-{\frac {\tau }{2}}\right)\,e^{-2\pi i\tau f}\,d\tau .}
よって、 single (mean-zero) time series に対しては、ウィグナー分布は次のように単純に与えられる。
{\displaystyle W_{x}(t,f)=\int _{-\infty }^{\infty }x\left(t+{\frac {\tau }{2}}\right)\,x\left(t-{\frac {\tau }{2}}\right)^{*}\,e^{-2\pi i\tau f}\,d\tau .}
ウィグナー分布を用いる動機は、定常過程についてはそれが全ての時間 {\displaystyle t} に対してスペクトル密度関数に帰着し、非定常過程については自己相関関数と完全に一致することである。そのため、ウィグナー分布により、スペクトル密度が時間の経過につれてどのように変化するかを（おおよそ）知ることができる。

## 時間周波数解析の例
ここでは、ウィグナー分布が時間周波数解析においてどのように用いられるかについての例を挙げる。

### 定常入力信号
入力信号が定数の場合、その時間周波数分布は時間軸に沿った水平線となる。たとえば、 x(t) = 1 の場合、以下のようになる。
{\displaystyle W_{x}(t,f)=\int _{-\infty }^{\infty }e^{-i2\pi \tau \,f}\,d\tau =\delta (f).}

### 正弦波信号
入力信号が正弦波関数の場合、その時間周波数分布は時間軸から正弦波信号の周波数分だけ平行移動した、水平線となる。たとえば、x(t) = e i2πkt の場合、以下のようになる。
{\displaystyle {\begin{aligned}W_{x}(t,f)&=\int _{-\infty }^{\infty }e^{i2\pi k\left(t+{\frac {\tau }{2}}\right)}e^{-i2\pi k\left(t-{\frac {\tau }{2}}\right)}e^{-i2\pi \tau \,f}\,d\tau \\&=\int _{-\infty }^{\infty }e^{-i2\pi \tau \left(f-k\right)}\,d\tau \\&=\delta (f-k).\end{aligned}}}

### チャープ信号
入力信号がチャープ信号の場合、その瞬間周波数は線形関数になる。つまり、時間周波数分布は直線となる。たとえば、
{\displaystyle x(t)=e^{i2\pi kt^{2}}} 

の場合、瞬間周波数は次のようになり、
{\displaystyle {\frac {1}{2\pi }}{\frac {d(2\pi kt^{2})}{dt}}=2kt~,}
そのウィグナー分布は
{\displaystyle {\begin{aligned}W_{x}(t,f)&=\int _{-\infty }^{\infty }e^{i2\pi k\left(t+{\frac {\tau }{2}}\right)^{2}}e^{-i2\pi k\left(t-{\frac {\tau }{2}}\right)^{2}}e^{-i2\pi \tau \,f}\,d\tau \\&=\int _{-\infty }^{\infty }e^{i4\pi kt\tau }e^{-i2\pi \tau f}\,d\tau \\&=\int _{-\infty }^{\infty }e^{-i2\pi \tau (f-2kt)}\,d\tau \\&=\delta (f-2kt)~.\end{aligned}}}

### デルタ関数
入力信号がデルタ関数の場合、 t=0 でのみ非零で、無限の周波数成分を含むため、その時間周波数分布は原点を通り時間軸に垂直な線となる。つまり、デルタ関数の時間周波数分布もまたデルタ関数となる。ウィグナー分布は以下のようになる。
{\displaystyle {\begin{aligned}W_{x}(t,f)&=\int _{-\infty }^{\infty }\delta \left(t+{\frac {\tau }{2}}\right)\delta \left(t-{\frac {\tau }{2}}\right)e^{-i2\pi \tau \,f}\,d\tau \\&=4\int _{-\infty }^{\infty }\delta (2t+\tau )\delta 2t-\tau )e^{-i2\pi \tau f}\,d\tau \\&=4\delta (4t)e^{i4\pi tf}\\&=\delta (t)e^{i4\pi tf}\\&=\delta (t).\end{aligned}}}
ウィグナー分布は、入力信号の位相が二次以下の場合に最も時間周波数解析に適する。このような信号については、ウィグナー分布は入力信号の時間周波数分布に完全に一致する。

### 矩形関数
{\displaystyle x(t)={\begin{cases}1&|t|<1/2\\0&{\text{otherwise}}\end{cases}}\qquad } 

上のような矩形関数の場合、ウィグナー関数は以下のようになる。
{\displaystyle W_{x}(t,f)={\frac {1}{\pi f}}\sin(f[1-2|t|])} 

## 交差項の性質
ウィグナー分布は線形変換ではない。複数の周波数成分が入力信号に存在する場合、各成分の干渉によるうなりに似た交差項（「時間うなり」）が生じる。もともとのウィグナー関数では、この項は期待値を正確に与えるために必要であり、物理的に重要である。対照的に、短時間フーリエ変換ではこの交差項は生じない。ウィグナー分布における交差項の性質のうちいくつかを以下に示す。
- {\displaystyle x(t)={\begin{cases}\cos(2\pi t)&t\leq -2\\\cos(4\pi t)&-2<t\leq 2\\\cos(3\pi t)&t>2\end{cases}}}

- {\displaystyle x(t)=e^{it^{3}}}

交差項問題を緩和するため、様々な変換が提案されている。修正ウィグナー分布関数やガボール・ウィグナー変換、コーエンクラス分布などが挙げられる。

## ウィグナー分布関数の性質
ウィグナー分布関数には、以下のような特徴的性質がある。
Projection property
{\displaystyle {\begin{aligned}|x(t)|^{2}&=\int _{-\infty }^{\infty }W_{x}(t,f)\,df\\|X(f)|^{2}&=\int _{-\infty }^{\infty }W_{x}(t,f)\,dt\end{aligned}}}
Energy property
{\displaystyle \int _{-\infty }^{\infty }\int _{-\infty }^{\infty }W_{x}(t,f)\,df\,dt=\int _{-\infty }^{\infty }|x(t)|^{2}\,dt=\int _{-\infty }^{\infty }|X(f)|^{2}\,df}
Recovery property
{\displaystyle {\begin{aligned}\int _{-\infty }^{\infty }W_{x}\left({\frac {t}{2}},f\right)e^{i2\pi ft}\,df&=x(t)x^{*}(0)\\\int _{-\infty }^{\infty }W_{x}\left(t,{\frac {f}{2}}\right)e^{i2\pi ft}\,dt&=X(f)X^{*}(0)\end{aligned}}}
Mean condition frequency and mean condition time
{\displaystyle {\begin{aligned}X(f)&=|X(f)|e^{i2\pi \psi (f)},\quad x(t)=|x(t)|e^{i2\pi \phi (t)},\\{\text{if }}\phi '(t)&=|x(t)|^{-2}\int _{-\infty }^{\infty }fW_{x}(t,f)\,df\\{\text{ and }}-\psi '(f)&=|X(f)|^{-2}\int _{-\infty }^{\infty }tW_{x}(t,f)\,dt\end{aligned}}}
Moment properties
{\displaystyle {\begin{aligned}\int _{-\infty }^{\infty }\int _{-\infty }^{\infty }t^{n}W_{x}(t,f)\,dt\,df&=\int _{-\infty }^{\infty }t^{n}|x(t)|^{2}\,dt\\\int _{-\infty }^{\infty }\int _{-\infty }^{\infty }f^{n}W_{x}(t,f)\,dt\,df&=\int _{-\infty }^{\infty }f^{n}|X(f)|^{2}\,df\end{aligned}}}
Real properties
{\displaystyle W_{x}^{*}(t,f)=W_{x}(t,f)}
Region properties
{\displaystyle {\begin{aligned}{\text{If }}x(t)&=0{\text{ for }}t>t_{0}{\text{ then }}W_{x}(t,f)=0{\text{ for }}t>t_{0}\\{\text{If }}x(t)&=0{\text{ for }}t<t_{0}{\text{ then }}W_{x}(t,f)=0{\text{ for }}t<t_{0}\end{aligned}}}
Multiplication theorem
{\displaystyle {\begin{aligned}{\text{If }}y(t)&=x(t)h(t)\\{\text{then }}W_{y}(t,f)&=\int _{-\infty }^{\infty }W_{x}(t,\ rho)W_{h}(t,f-\rho )\,d\rho \end{aligned}}}
Convolution theorem
{\displaystyle {\begin{aligned}{\text{If }}y(t)&=\int _{-\infty }^{\infty }x(t-\tau )h(\tau )\,d\tau \\{\text{then }}W_{y}(t,f)&=\int _{-\infty }^{\infty }W_{x}(\rho ,f)W_{h}(t-\rho ,f)\,d\rho \end{aligned}}}
Correlation theorem
{\displaystyle {\begin{aligned}{\text{If }}y(t)&=\int _{-\infty }^{\infty }x(t+\tau )h^{*}(\tau )\,d\tau {\text{ then }}\\W_{y}(t,\omega )&=\int _{-\infty }^{\infty }W_{x}(\rho ,\omega )W_{h}(-t+\rho ,\omega )\,d\rho \end{aligned}}}
Time-shifting covariance
{\displaystyle {\begin{aligned}{\text{If }}y(t)&=x(t-t_{0})\\{\text{then }}W_{y}(t,f)&=W_{x}(t-t_{0},f)\end{aligned}}}
Modulation covariance
{\displaystyle {\begin{aligned}{\text{If }}y(t)&=e^{i2\pi f_{0}t}x(t)\\{\text{then }}W_{y}(t,f)&=W_{x}(t,f-f_{0})\end{aligned}}}
Scale covariance
{\displaystyle {\begin{aligned}{\text{If }}y(t)&={\sqrt {a}}x(at){\text{ for some }}a>0{\text{ then }}\\{\text{then }}W_{y}(t,f)&=W_{x}(at,{\frac {f}{a}})\end{aligned}}}

## 仮リンク
- 時間周波数分析（英語版）
- 短時間フーリエ変換
- スペクトログラム
- ガボール変換（英語版）
- 自己相関
- ガボール・ウィグナー変換（英語版）
- 修正ウィグナー分布関数（英語版）
- 多項式ウィグナー・ビレ分布（英語版）
- コーエンクラス分布（英語版）
- ウィグナー関数
- 時間周波数解析における分布間の変換（英語版）
- 双線型時間周波数分布（英語版）